# Claudionor Gonçalves
Nonô, właśc. Claudionor Gonçalves da Silva (ur. 1 stycznia 1899 w Rio de Janeiro  – zm. 24 lipca 1931 w Rio de Janeiro) – piłkarz brazylijski grający na pozycji napastnika.
Nonô karierę piłkarską rozpoczął w klubie Palestra Itália w 1919 roku. Z Palestra Itália zdobył mistrzostwo Stanu São Paulo – Campeonato Paulista w 1920. W tym samym roku przeszedł do CR Flamengo, w którym zakończył karierę w 1930. Z Flamengo Nonô czterokrotnie zdobył mistrzostwo Stanu Rio de Janeiro – Campeonato Carioca w 1921, 1922, 1925 i 1927 oraz trzykrotnie zdobył tytuł króla strzelców tych rozgrywek w 1921, 1923, 1925.
Nonô wziął udział w turnieju Copa América 1921. Brazylia zajęła drugie miejsce, a Nonô zagrał w meczu z Argentyną. Był to jego jedyny występ w barwach canarinhos.